# Championnat de France féminin de football de deuxième division 2002-2003
Navigation
Édition précédente Édition suivante
La Division 2 2002-2003  est la 15e édition du championnat de France féminin de football de seconde division. 
Le deuxième niveau du championnat féminin oppose vingt clubs français répartis en deux groupes de dix clubs, en une série de dix-huit rencontres jouées durant la saison de football. En fin de saison, les deux meilleures équipes de chaque groupe s'affrontent lors d'un tournoi final, où chaque équipe affronte une seule fois les trois autres.
Les deux clubs finissant aux premières places du tournoi final montent en Division 1 lors de la saison suivante alors que les deux derniers clubs de chaque groupe sont relégués en Division 3.
Lors de l'exercice précédent, le Caluire SCSC, le SC Schiltigheim et le Tours FC ont été relégués après avoir fini aux trois dernières places de National 1A. Le FCE Arlac, le FCF Lioujas et l'AS Nancy-Lorraine, ont quant à eux, gagné le droit d'évoluer dans ce championnat après avoir terminé premiers de leurs groupes de championnat interrégional. 
La compétition est remportée par le FCF Hénin-Beaumont qui est promu en compagnie de l'US Compiègne. Dans le bas du classement, le CBOSL Football, le FCE Arlac, le Caluire SCSC et le FCF Nord Allier Yzeure, sont relégués en troisième division.

## Participants
Ce tableau présente les vingt équipes qualifiées pour disputer le championnat 2002-2003. On y trouve le nom des clubs, la date de création du club, l'année de la dernière accession à cette division, leur classement de la saison précédente, le nom des stades ainsi que la capacité de ces derniers.
Le championnat comprend deux groupes de dix équipes.
Légende des couleurs
- Relégué de National 1A.
- Promu de championnat interrégional.

| \| Tours FC AS Saint-Quentin FCF Hénin-Beaumont ESTC Poitiers US Compiègne FCF Condéen ES Cormelles-le-Royal CBOSL Football Évreux ACF FCE Arlac \| Localisation des clubs engagés dans le groupe A du championnat. |
| Tours FC AS Saint-Quentin FCF Hénin-Beaumont ESTC Poitiers US Compiègne FCF Condéen ES Cormelles-le-Royal CBOSL Football Évreux ACF FCE Arlac                                                                       |

| Nom du club           | Date de création | Dernière accession | Classement 2001-2002 | Stade                               | Capacité |
| --------------------- | ---------------- | ------------------ | -------------------- | ----------------------------------- | -------- |
| Tours FC              | -                | 2002               | D1                   | Stade de la Vallée du Cher (Annexe) | -        |
| AS Saint-Quentin      | 1980             | 1999               | 2 (Gr A)             | Stade Philippe Roth                 | -        |
| FCF Hénin-Beaumont    | 1972             | 1996               | 3 (Gr A)             | Stade Octave-Birembaut              | 3 000    |
| ESTC Poitiers         | 1970             | 1998               | 3 (Gr C)             | Stade Jean-Luc Gaboreau             | -        |
| US Compiègne          | 1988             | 1994               | 4 (Gr A)             | Stade de Mercières                  | -        |
| FCF Condéen           | 1978             | 1995               | 4 (Gr C)             | Stade Robert Gossart                | -        |
| ES Cormelles-le-Royal | 1992             | 2001               | 5 (Gr A)             | Stade Municipal                     | -        |
| CBOSL Football        | -                | 1999               | 5 (Gr C)             | Stade de l'Arceau                   | -        |
| Évreux ACF            | 1997             | 2000               | 6 (Gr A)             | Stade du 14 juillet                 | 200      |
| FCE Arlac             | 1976             | 2002               | CIR                  | Stade Joseph-Antoine Cruchon        | -        |

| \| SC Schiltigheim Caluire SCSC FCF Monteux US Orléans FCF Nord Allier Yzeure I Entente Saint-Maurice Yssingeaux FCF Lioujas FCF Valence FC Félines Saint-Cyr AS Nancy-Lorraine \| Localisation des clubs engagés dans le groupe B du championnat. |
| SC Schiltigheim Caluire SCSC FCF Monteux US Orléans FCF Nord Allier Yzeure I Entente Saint-Maurice Yssingeaux FCF Lioujas FCF Valence FC Félines Saint-Cyr AS Nancy-Lorraine                                                                       |

| Nom du club                      | Date de création | Dernière accession | Classement 2001-2002 | Stade                   | Capacité |
| -------------------------------- | ---------------- | ------------------ | -------------------- | ----------------------- | -------- |
| SC Schiltigheim                  | -                | 2002               | D1                   | -                       | -        |
| Caluire SCSC                     | 1968             | 2002               | D1                   | Stade Terre des Lièvres | -        |
| FCF Monteux                      | 1981             | 1997               | 1 (Gr B)             | Stade Bertier           | -        |
| US Orléans                       | -                | 2000               | 2 (Gr C)             | -                       | -        |
| FCF Nord Allier Yzeure           | 1999             | 1999               | 2 (Gr B)             | Stade de Bellevue       | 2 164    |
| Entente Saint-Maurice Yssingeaux | -                | 2001               | 3 (Gr B)             | -                       | -        |
| FC Félines Saint-Cyr             | 1978             | 2000               | 4 (Gr B)             | -                       | -        |
| FCF Valence                      | -                | 1998               | 5 (Gr B)             | -                       | -        |
| AS Nancy-Lorraine                | -                | 2002               | CIR                  | Stade Marcel-Picot (A)  | -        |
| FCF Lioujas                      | -                | 2002               | CIR                  | -                       | -        |

## Compétition

### Classement
Le classement est calculé avec le barème de points suivant : une victoire vaut quatre points, le match nul deux et la défaite un.
Critères de départage en cas d'égalité au classement :
1. classement aux points des matchs joués entre les clubs ex æquo ;
2. différence entre les buts marqués et les buts concédés par chacun d’eux au cours des matchs qui les ont opposés ;
3. différence entre les buts marqués et les buts concédés sur la totalité des matchs joués dans le championnat ;
4. plus grand nombre de buts marqués sur la totalité des matchs joués dans le championnat ;
5. en cas de nouvelle égalité, une rencontre supplémentaire aura lieu sur terrain neutre avec, éventuellement, l’épreuve des tirs au but.

Classement du Groupe A
| Rang | Équipe                | Pts | J  | G  | N | P  | Bp | Bc | Diff |
| ---- | --------------------- | --- | -- | -- | - | -- | -- | -- | ---- |
| 1    | FCF Hénin-Beaumont    | 65  | 18 | 15 | 2 | 1  | 74 | 12 | +62  |
| 2    | US Compiègne          | 56  | 18 | 11 | 6 | 1  | 37 | 17 | +20  |
| 3    | FCF Condéen           | 53  | 18 | 11 | 2 | 5  | 31 | 16 | +15  |
| 4    | Tours FC R            | 41  | 18 | 7  | 2 | 9  | 32 | 29 | +3   |
| 5    | ES Cormelles-le-Royal | 41  | 18 | 7  | 2 | 9  | 32 | 40 | -8   |
| 6    | AS Saint-Quentin      | 38  | 18 | 5  | 5 | 8  | 31 | 38 | -7   |
| 7    | ESTC Poitiers         | 38  | 18 | 5  | 5 | 8  | 14 | 27 | -13  |
| 8    | Évreux ACF            | 37  | 18 | 6  | 1 | 11 | 20 | 45 | -25  |
| 9    | FCE Arlac P           | 35  | 18 | 5  | 2 | 11 | 19 | 39 | -20  |
| 10   | CBOSL Football        | 30  | 18 | 3  | 3 | 12 | 15 | 42 | -27  |

|  | Qualifié pour le tournoi final. |
|  | Relégué en Division 3. |
|  | R Relégué de National 1A P Promu de championnat interrégional. Pts points ; G victoires ; N match nuls ; P défaites Bp buts marqués ; Bc buts encaissés ; Diff différence de buts |

Classement du Groupe B
| Rang | Équipe                           | Pts | J  | G  | N | P  | Bp | Bc | Diff |
| ---- | -------------------------------- | --- | -- | -- | - | -- | -- | -- | ---- |
| 1    | FCF Monteux                      | 63  | 18 | 14 | 3 | 1  | 55 | 17 | +38  |
| 2    | US Orléans                       | 54  | 18 | 10 | 6 | 2  | 33 | 12 | +21  |
| 3    | SC Schiltigheim R                | 50  | 18 | 11 | 2 | 5  | 40 | 25 | +15  |
| 4    | AS Nancy-Lorraine P              | 40  | 18 | 6  | 4 | 8  | 23 | 30 | -7   |
| 5    | Entente Saint-Maurice Yssingeaux | 40  | 18 | 7  | 1 | 10 | 31 | 36 | -5   |
| 6    | FCF Lioujas P                    | 39  | 18 | 5  | 6 | 7  | 26 | 34 | -8   |
| 7    | FCF Valence                      | 39  | 18 | 6  | 3 | 9  | 18 | 29 | -11  |
| 8    | FC Félines Saint-Cyr             | 38  | 18 | 5  | 5 | 8  | 17 | 27 | -10  |
| 9    | Caluire SCSC R                   | 34  | 18 | 6  | 1 | 11 | 24 | 38 | -14  |
| 10   | FCF Nord Allier Yzeure           | 30  | 18 | 3  | 3 | 12 | 21 | 40 | -19  |

|  | Qualifié pour le tournoi final. |
|  | Relégué en Division 3. |
|  | R Relégué de National 1A P Promu de championnat interrégional. Pts points ; G victoires ; N match nuls ; P défaites Bp buts marqués ; Bc buts encaissés ; Diff différence de buts |

Nota :
1. 1 2  Le SC Schiltigheim et le Caluire SCSC ont trois points de pénalité pour non-conformité avec le règlement de la FFF.

### Résultats
Groupe A
Source : Championnat de France de D2 2002-2003 - Groupe A - Calendrier, sur statsfootofeminin.fr
| Résultats (▼dom., ►ext.)                                   | CBO | Arl | Com | Con | Cor | Évr | Hén | Poi | S-Q | Tou |
| CBOSL Football                                             |     | 2-2 | 1-3 | 1-0 | 0-1 | 2-3 | 0-4 | 1-2 | 3-2 | 1-3 |
| FCE Arlac                                                  | 0-1 |     | 3-0 | 1-4 | 2-0 | 1-2 | 0-4 | 1-0 | 2-5 | 1-0 |
| US Compiègne                                               | 2-0 | 3-0 |     | 2-0 | 1-1 | 4-1 | 2-1 | 1-1 | 3-1 | 0-0 |
| FCF Condéen                                                | 2-0 | 4-0 | 2-2 |     | 5-0 | 2-1 | 1-3 | 0-1 | 0-0 | 1-0 |
| ES Cormelles-le-Royal                                      | 6-0 | 3-1 | 3-5 | 2-3 |     | 0-2 | 2-6 | 1-0 | 3-2 | 3-2 |
| Évreux ACF                                                 | 1-0 | 2-1 | 2-3 | 0-1 | 1-4 |     | 0-8 | 2-1 | 0-3 | 1-5 |
| FCF Hénin-Beaumont                                         | 7-1 | 4-1 | 0-0 | 2-1 | 4-0 | 3-1 |     | 7-0 | 3-1 | 6-0 |
| ESTC Poitiers                                              | 1-1 | 0-1 | 0-2 | 0-2 | 1-1 | 2-0 | 1-1 |     | 1-1 | 2-1 |
| AS Saint-Quentin                                           | 1-1 | 1-1 | 0-3 | 0-1 | 3-2 | 1-1 | 0-8 | 4-0 |     | 4-3 |
| Tours FC                                                   | 2-0 | 4-1 | 1-1 | 1-2 | 2-0 | 4-0 | 1-3 | 0-1 | 3-2 |     |
| - Victoire à domicile - Match nul - Victoire à l'extérieur |     |     |     |     |     |     |     |     |     |     |

Groupe B
Source : Championnat de France de D2 2002-2003 - Groupe B - Calendrier, sur statsfootofeminin.fr
| Résultats (▼dom., ►ext.)                                   | Cal | Fél | Lio | Mon | Nan | Orl | Yss | Sch | Val | Yze |
| Caluire SCSC                                               |     | 2-0 | 2-3 | 1-7 | 2-3 | 1-5 | 2-1 | 0-1 | 1-0 | 2-1 |
| FC Félines Saint-Cyr                                       | 1-0 |     | 0-0 | 0-4 | 1-0 | 0-0 | 2-0 | 1-1 | 0-0 | 2-2 |
| FCF Lioujas                                                | 3-0 | 2-0 |     | 1-3 | 2-1 | 0-0 | 1-2 | 2-2 | 2-0 | 1-1 |
| FCF Monteux                                                | 3-1 | 4-3 | 2-2 |     | 5-0 | 1-1 | 6-3 | 3-1 | 2-0 | 5-2 |
| AS Nancy-Lorraine                                          | 2-0 | 0-2 | 3-1 | 1-0 |     | 0-2 | 2-0 | 2-3 | 0-1 | 4-0 |
| US Orléans                                                 | 1-1 | 3-1 | 5-1 | 0-0 | 0-0 |     | 3-1 | 5-1 | 0-1 | 3-1 |
| Entente Saint-Maurice Yssingeaux                           | 1-4 | 4-1 | 4-1 | 0-2 | 1-1 | 0-1 |     | 2-0 | 3-0 | 4-2 |
| SC Schiltigheim                                            | 3-1 | 2-1 | 3-0 | 0-2 | 6-0 | 3-0 | 3-4 |     | 3-0 | 3-1 |
| FCF Valence                                                | 2-1 | 1-2 | 3-3 | 1-3 | 2-2 | 0-2 | 2-1 | 1-4 |     | 1-0 |
| FCF Nord Allier Yzeure                                     | 1-3 | 2-0 | 3-1 | 0-3 | 2-2 | 0-2 | 3-0 | 0-1 | 0-3 |     |
| - Victoire à domicile - Match nul - Victoire à l'extérieur |     |     |     |     |     |     |     |     |     |     |

### Tournoi final
Le tournoi final du championnat oppose les deux meilleures équipes de chaque groupe lors d'un mini-tournoi à quatre. Les équipes affrontent une seule fois leurs trois adversaires selon un calendrier tiré aléatoirement.
Le classement est calculé avec le barème de points suivant : une victoire vaut quatre points, le match nul deux et la défaite un. Un bonus de deux points a été attribué aux deux équipes ayant terminé première de leur groupe.
Critères de départage en cas d'égalité au classement :
1. classement aux points des matchs joués entre les clubs ex æquo ;
2. différence entre les buts marqués et les buts concédés par chacun d’eux au cours des matchs qui les ont opposés ;
3. différence entre les buts marqués et les buts concédés sur la totalité des matchs joués dans le championnat ;
4. plus grand nombre de buts marqués sur la totalité des matchs joués dans le championnat ;
5. en cas de nouvelle égalité, une rencontre supplémentaire aura lieu sur terrain neutre avec, éventuellement, l’épreuve des tirs au but.

Classement
| Rang | Équipe             | Pts | J | G | N | P | Bp | Bc | Diff |
| ---- | ------------------ | --- | - | - | - | - | -- | -- | ---- |
| 1    | FCF Hénin-Beaumont | 12  | 3 | 3 | 0 | 0 | 19 | 0  | +19  |
| 2    | US Compiègne       | 9   | 3 | 2 | 0 | 1 | 5  | 9  | -4   |
| 3    | FCF Monteux        | 6   | 3 | 1 | 0 | 2 | 2  | 8  | -6   |
| 4    | US Orléans         | 3   | 3 | 0 | 0 | 3 | 2  | 11 | -9   |

|  | Promu en Division 1.                                                                                               |
|  | Pts points ; G victoires ; N match nuls ; P défaites Bp buts marqués ; Bc buts encaissés ; Diff différence de buts |

Résultats
| 1re journée | 1re journée        | 1re journée | 1re journée        |
| Date        | Club               | Score       | Club               |
| ----------- | ------------------ | ----------- | ------------------ |
| 25/05/2003  | FCF Hénin-Beaumont | 6-0         | US Compiègne       |
| 25/05/2003  | FCF Monteux        | 1-0         | US Orléans         |
| 2e journée  |                    |             |                    |
| Date        | Club               | Score       | Club               |
| 08/06/2003  | FCF Monteux        | 0-6         | FCF Hénin-Beaumont |
| 08/06/2003  | US Orléans         | 2-3         | US Compiègne       |
| 3e journée  |                    |             |                    |
| Date        | Club               | Score       | Club               |
| 15/06/2003  | US Compiègne       | 2-1         | FCF Monteux        |
| 15/06/2003  | FCF Hénin-Beaumont | 7-0         | US Orléans         |

## Bilan de la saison
| Championnat de France féminin de football de deuxième division 2002-2003 |                                |
| Champion                                                                 | FCF Hénin-Beaumont (1er titre) |
| Promotions et relégations                                                |                                |
| Promus en Division 1                                                     | US Compiègne                   |
| Promus en Division 1                                                     | FCF Hénin-Beaumont             |
| Relégués en Division 2                                                   | Stade quimpérois               |
| Relégués en Division 2                                                   | USO Bruay-la-Buissière         |

## Statistiques
Leaders du championnat
Évolution des classements
- Qualifié pour le Tournoi final du championnat.
- Relégué en Division 3.

| Club                  | 1  | 2  | 3  | 4  | 5  | 6  | 7  | 8  | 9  | 10 | 11 | 12 | 13 | 14 | 15 | 16 | 17 | 18 |
| --------------------- | -- | -- | -- | -- | -- | -- | -- | -- | -- | -- | -- | -- | -- | -- | -- | -- | -- | -- |
| CBOSL Football        | 7  | 10 | 10 | 10 | 10 | 10 | 9  | 7  | 8  | 9  | 9  | 10 | 9  | 10 | 10 | 10 | 10 | 10 |
| FCE Arlac             | 9  | 9  | 9  | 9  | 9  | 9  | 10 | 10 | 9  | 8  | 8  | 8  | 8  | 9  | 9  | 9  | 8  | 9  |
| US Compiègne          | 5  | 3  | 3  | 2  | 3  | 3  | 2  | 2  | 2  | 2  | 2  | 2  | 2  | 2  | 2  | 2  | 2  | 2  |
| FCF Condéen           | 3  | 1  | 1  | 4  | 4  | 5  | 6  | 6  | 3  | 3  | 3  | 3  | 3  | 3  | 3  | 3  | 3  | 3  |
| ES Cormelles-le-Royal | 10 | 5  | 7  | 5  | 7  | 6  | 5  | 4  | 5  | 4  | 4  | 6  | 5  | 6  | 6  | 4  | 5  | 5  |
| Évreux ACF            | 4  | 7  | 5  | 6  | 8  | 8  | 8  | 9  | 10 | 10 | 10 | 9  | 10 | 8  | 8  | 8  | 9  | 8  |
| FCF Hénin-Beaumont    | 1  | 4  | 4  | 3  | 2  | 1  | 1  | 1  | 1  | 1  | 1  | 1  | 1  | 1  | 1  | 1  | 1  | 1  |
| ESTC Poitiers         | 6  | 8  | 8  | 7  | 5  | 4  | 3  | 3  | 4  | 6  | 6  | 4  | 4  | 4  | 5  | 6  | 6  | 7  |
| AS Saint-Quentin      | 2  | 2  | 2  | 1  | 1  | 2  | 4  | 5  | 6  | 5  | 5  | 5  | 6  | 7  | 7  | 7  | 7  | 6  |
| Tours FC              | 8  | 6  | 6  | 8  | 6  | 7  | 7  | 8  | 7  | 7  | 7  | 7  | 7  | 5  | 4  | 5  | 4  | 4  |

| Club                             | 1  | 2  | 3  | 4  | 5  | 6  | 7  | 8  | 9  | 10 | 11 | 12 | 13 | 14 | 15 | 16 | 17 | 18 |
| -------------------------------- | -- | -- | -- | -- | -- | -- | -- | -- | -- | -- | -- | -- | -- | -- | -- | -- | -- | -- |
| Caluire SCSC                     | 4  | 8  | 4  | 2  | 5  | 6  | 7  | 9  | 8  | 5  | 6  | 5  | 5  | 6  | 7  | 9  | 8  | 9  |
| FC Félines Saint-Cyr             | 9  | 10 | 10 | 9  | 10 | 10 | 8  | 7  | 7  | 8  | 5  | 6  | 7  | 9  | 9  | 8  | 9  | 8  |
| FCF Lioujas                      | 5  | 6  | 7  | 10 | 7  | 8  | 9  | 6  | 6  | 7  | 8  | 7  | 8  | 8  | 8  | 6  | 6  | 6  |
| FCF Monteux                      | 8  | 9  | 5  | 7  | 2  | 2  | 2  | 2  | 2  | 2  | 2  | 2  | 1  | 1  | 1  | 1  | 1  | 1  |
| AS Nancy-Lorraine                | 3  | 5  | 9  | 6  | 6  | 7  | 5  | 5  | 5  | 6  | 7  | 8  | 6  | 5  | 5  | 5  | 4  | 5  |
| US Orléans                       | 6  | 7  | 3  | 3  | 1  | 1  | 1  | 1  | 1  | 1  | 1  | 1  | 2  | 2  | 2  | 2  | 2  | 2  |
| Entente Saint-Maurice Yssingeaux | 1  | 3  | 8  | 4  | 4  | 4  | 3  | 4  | 4  | 4  | 4  | 4  | 4  | 4  | 4  | 4  | 5  | 4  |
| SC Schiltigheim                  | 2  | 1  | 1  | 1  | 3  | 3  | 4  | 3  | 3  | 3  | 3  | 3  | 3  | 3  | 3  | 3  | 3  | 3  |
| FCF Valence                      | 10 | 4  | 2  | 5  | 8  | 5  | 6  | 8  | 9  | 9  | 9  | 9  | 9  | 7  | 6  | 7  | 7  | 7  |
| FCF Nord Allier Yzeure           | 7  | 2  | 6  | 8  | 9  | 9  | 10 | 10 | 10 | 10 | 10 | 10 | 10 | 10 | 10 | 10 | 10 | 10 |

Moyennes de buts marqués par journée
Ce graphique représente le nombre de buts marqués lors de chaque journée pour le groupe A. Il est également indiqué la moyenne total sur la saison qui est de 16,94 buts/journée.
Ce graphique représente le nombre de buts marqués lors de chaque journée pour le groupe B. Il est également indiqué la moyenne total sur la saison qui est de 16,00 buts/journée.